# Mareike Wagner
Mareike Wagner (* als Mareike Tausendpfund 1983 in Bad Schwalbach) ist eine deutsche Ägyptologin.

## Leben und Leistungen
Mareike Wagner studierte zwischen 2002 und 2008 Ägyptologie, Klassische Archäologie und Germanistik an der Universität Bonn. Daran schloss sich ein Promotionsstudium an der Universität Tübingen an. Ihre Dissertation hatte Die religiösen Inschriften auf dem Sarkophag der Gottesgemahlin Anchesneferibre BM EA 32 zum Thema. Seit 2009 arbeitet Wagner am von Louise Gestermann geleiteten Grabungsprojekt Die bildliche und textliche Ausgestaltung des Weges zur Sargkammer. Zum Dekorationsprogramm in der spätzeitlichen Grabanlage des Monthemhet (TT 34) in Theben-West mit. Mit Gestermann und Carolina Teotino zeichnete sie auch für die vierbändige Publikation zum Projekt im Jahr 2021 verantwortlich. 2012/13 war sie Mitarbeiterin des von Christian Leitz geleiteten DFG-Projektes Athribis, 2013 am von Daniela Mendel-Leitz geleiteten DFG-Projekt Die Stiersärge von Tell Abu-Yasin. 2015 bis 2018 forschte Wagner als Inhaberin eines Forschungsstipendiums der Fritz Thyssen Stiftung und der Abteilung Kairo des Deutschen Archäologischen Instituts (DAI) zu Neues aus dem Grab des Ibi (TT 36) im Asasif auf dem thebanischen Westufer/Ägypten – Die Sargkammer des Psametik und die beiden Sarkophage des Ibi. Daran schloss sich ein DFG/DAI-Projekt Die Särge des Imeni und der Geheset aus Dra‘ Abu el-Naga. Textzeugen am Übergang von Sargtexten und Totenbuch an.
Wagner forscht zu den religiösen Vorstellungen in der altägyptischen Kultur, zu funerären Texten und zu den Grabanlagen des Asasif/Luxor. Einen zeitlichen Schwerpunkt hat sie bei der Spätzeit. Zu ihren Forschungen publiziert sie im Allgemeinen sehr umfang- und materialreiche Monografien. Für Christian Leitz’ zweibändige Publikation Die Gaumonographien in Edfu und ihre Papyrusvarianten steuerte sie die Zeichnungen bei.

## Publikationen
Monografien
- Der Sarkophag der Gottesgemahlin Anchnesneferibre (= Studien zur spätägyptischen Religion. Band 16). 2 Bände, Harrassowitz, Wiesbaden 2016, ISBN 978-3-447-10504-0.
- mit Louise Gestermann und Carolina Teotino: Die Grabanlage des Monthemhet (TT 34) I. Der Weg zur Sargkammer (R 44.1 bis R 53) (= Studien zur spätägyptischen Religion. Band 31). 4 Bände, Harrassowitz, Wiesbaden 2021, ISBN 978-3-447-11499-8 (Print), ISBN 978-3-447-39149-8 (E-Book).
- Das Grab des Ibi. Theben Nr. 36, Band II. Die beiden Sarkophage des Ibi und die Sargkammer des Psametik (= Archäologische Veröffentlichungen des Deutschen Archäologischen Instituts. Band 131). Harrassowitz, Wiesbaden 2024, ISBN 978-3-447-11833-0.

Zeichnungen
- Christian Leitz: Die Gaumonographien in Edfu und ihre Papyrusvarianten. Ein überregionaler Kanon kultischen Wissens im spätzeitlichen Ägypten (= Studien zur spätägyptischen Religion. Band 9 = Soubassementstudien. Band 3). 2 Bände, Harrassowitz, Wiesbaden 2014, ISBN 978-3-447-06981-6.